# جين شاستين
جين شاستين (من مواليد 12 مارس 1943) هي أول مذيعة رياضية على المستوى المحلي والوطني في الولايات المتحدة وهي الآن كاتبة ومعلقة سياسية.

## بداية حياتها
وُلدت جين شاستين في نوكسفيل بولاية تينيسي. وهي الطفلة الوحيدة لوالديها لينا كاثرين وكوينتين ستيب. انتقلت العائلة إلى سميرنا، جا (خارج أتلانتا) حيث التحقت جين بالمدرسة. عندما كانت جين طفلة كان لديها عيب خُلقي بأسنانها يُعرف بأسنان الأرنب فأطلق من حولها عليها لقب "باغز باني" مما سبب لها الكثير من الإحراج. أدي الدعم والنضج الخاص بنظام المدرسة والتدريب على الكلام إلى إزالة أوجه القصور والنواقص النفسية في مرحلة الطفولة. أمضت جين العامين الأخيرين من المدرسة الثانوية بالعمل كعارضة أزياء في أتلانتا ثم التحقت بكلية ولاية جورجيا لمواصلة حياتها المهنية ومع ذلك فقد كان عرض الأزياء الخاص بها محدودًا إلى حد ما من خلال إطار 5'3 ". صادف أن رأت جين نفسها في أحد الأيام على شاشة تلفزيون وأدركت أنه إذا كان لديها مهنة في حجم التلفزيون لن يكون لها أهمية. قد كان طموحها الأولي هو أن يكون لديها عرض للأطفال.

## الحياة المهنية
بدأت جين مسيرتها في البث الرياضي عام 1963 عندما سمعت أن WAGA-TV (أتلانتا) تبحث عن فتاة صغيرة لتلعب دور مدرب كرة القدم وتقوم بالتنبؤات الأسبوعية. حصلت على جين الوظيفة وأثبتت أنها جيدة فيها وانتشرت شهرتها من خلال هذه الوظيفة. طلبت منها إحدى الصحف في تورنتو في العام التالي توقع الفائز في الكأس الرمادية ونجحت جين في التنبؤ وتوقع الفائز. دعتها كلية سليبري روك ستيت إلى حرم بنسلفانيا لمعاينة الموسم حيث منحوها خطابات في خمس رياضات وجعلوها عضوًا شرفيًا في طاقم التدريب. بدأت في تقديم عرض لوحة النتائج بعد الألعاب وأصبحت في النهاية مذيعة الرياضة في العطل الأسبوعية. كسرت جين العديد من حواجز الصحافة الرياضية أثناء فترة وجودها في أتلانتا. أصبحت جين في عام 1967 أول امرأة في ملعب دوري البيسبول الوطني وتم قبولها في صناديق الصحافة أتلانتا بريفز وأتلانتا فالكونز. انتقلت إلى رالي، شمال كارولاينا بعد زواجها من روجر شاستين في عام 1968 وتم تعيينها من قبل WRAL-TV. وظفتها محطة WTVJ-TV في ميامي في عام 1969.
قدمت جين برنامجًا إذاعيًا يوميًا أثناء عملها في ميامي كمراسلة رياضية يُسمي «قواعد الفتيات»، موضحة النقاط الهامة والدقيقة في مجال الرياضة والتي تم تجميعها في 205 محطة في جميع الولايات الـ 48 المجاورة. اكتسبت جين احترام المدرب دون شولا، الذي اعترف بأنه كان مُشككًا في قدراتها عندما رآها لأول مرة، لكن سرعان ما حازت جين علي احترامه.
سرعان  ما ذهبت جين إلى التلفزيون الوطني ببرنامج «جين شاستين - كل ما تريد معرفته دائمًا عن الرياضة ولكنك تخشى من السؤال».
وظفتها شبكة سي بي إس عام 1974 لتقديم التعليقات على مختلف الأحداث الرياضية المعروضة تليفزيونيًا. أثناء البث التلفزيوني لدوري سي بي اس الوطني لكرة القدم في 13 أكتوبر 1974،  أصبحت أول مذيعات NFL حيث تم تعيينها كمعلق إلى جانب دون كريكي وايرفن كروس. هاجمتها رسائل البريد والمكالمات الهاتفية بشدة في هذا الوقت. اعترف بوب ويسلر، نائب رئيس شبكة سي بي إس المسؤول عن الرياضة، بأنه ارتكب خطأ بتكليفها بالعمل في رياضة جماعية كبيرة وعدم تقديمها للجمهور تدريجيًا.
عملت جين في بعض برامج NFL التي تبث بقية موسم 1974 وعملت أيضًا في كلية Sun Bowl Game في ذلك الموسم. عملت أيضًا في بعض البرامج التليفزيونية التابعة لاتحاد سي بي اس الوطني لكرة السلة.حصلت على مقابلة حصرية مع بيل والتون. ذهبت جين مباشرة في عرض نهاية الشوط الأول على شبكة سي بي إس وكثيرُا ماتم الإشادة بعملها. أبلغت الشبكة أنها حامل بعد فترة قصيرة حيث تم تخصيص معظم الميزات لها.
عادت جين إلى تلفزيون ميامي عندما فشلت الشبكة في تجديد عقدها، حيث كان بيرني روزين، المدير الرياضي منذ فترة طويلة في WTVJ سعيدًا جدًا بوجودها. كانت جين دائمًا متميزة تعرف عملها جيدًا. يمكنها أن تفعل كل شيء بشكل جيد لقد كانت محاورة رائعة وكان كل شيء يسير من أجلها لكن توقيت رجوعها الي تليفزيون ميامي كان خاطئًا. انتقلت إلى لوس أنجلوس في عام 1977،  حيث بدأت العمل في KABC-TV.
بدأت شاستين في تحويل انتباهها نحو السياسة أثناء فترة الثمانينيات. قدمت جين برنامجًا إذاعيًا يُدعي «ما لا تريد واشنطن أن تعرفه» كما عملت في العديد من المجالس واللجان. وقد ألفت العديد من الكتب حول السياسة.

## الحياة الشخصية
تزوجت جين للمرة الأولي من سكيب توماس، وهي مقدمة برامج تلفزيونية محلية ومنتجة (1962-1965). ثم تزوجت من المصمم روجر شاستين (من عام 1968 حتى الآن) وكان في ذلك الوقت أحد سائقي السيارات الرياضية في الجنوب الشرقي. يعيشون معًا الآن في جنوب كاليفورنيا ولديهما ابن واحد يُسمي بلاين، من مواليد 16 يونيو 1975.